# Synaptantha
Synaptantha  es un género con dos especies de plantas con flores perteneciente a la familia de las rubiáceas.
Es nativo de Australia.

## Taxonomía
Synaptantha fue descrita por Joseph Dalton Hooker y publicado en Genera Plantarum 2: 61. 1873. 

## Especies
- Synaptantha scleranthoides (F.Muell.) Pedley ex Halford (1992).
- Synaptantha tillaeacea (F.Muell.) Hook.f. (1873).